# Bärbel Schleker
Bärbel Schleker (née le 5 novembre 1977, à Esslingen am Neckar, Allemagne) est une actrice allemande.
En France, elle est connue pour avoir tenu le rôle d'Yvonne Kuballa dans la série Le Destin de Lisa.
On a pu également la voir dans les séries Family Mix (rôle récurrent) et Balko (un épisode) ainsi que dans le téléfilm L'amour frappe toujours deux fois.